# 畝橋
畝橋（うねばし）は広島県安芸郡海田町にある瀬野川にかかる道路橋。1963年（昭和38年）開通。
全長は約60mで、並行して畝歩道橋が架けられている。周辺の地名が橋名の由来となっている。

## 沿革
- 1963年（昭和38年） - 開通[1]。

## 隣の橋
石原橋 - (420m) - 畝橋 - (580m) - 国信橋